# 西卜加图拉·穆贾迪迪
西卜加图拉·穆贾迪迪（1925年4月21日—2019年2月11日）是阿富汗政治人物，1992年4月穆罕默德·納吉布拉政府倒臺後，曾短暫擔任阿富汗總統。他也是阿富汗民族解放陣線的創始人。2003年12月，他擔任支爾格大會主席並且批准阿富汗新憲法。2005年出任阿富汗國民議會上院長老院主席，2011年任阿富汗高級和平委員會委員。

## 外部連結
- Biography of Sibghatullah Mojaddedi
- Afghanistan National Independent Peace and Reconciliation Commission（页面存档备份，存于）